# Иво Недялков
Иво Методиев Недялков е български юрист и предприемач.

## Биография
Завършва право в Софийския университет „Кл. Охридски“ през 1990 г. Стажант-съдия в Софийски градски съд (1991 – 1992 г.).
Доктор по международно право (2000). Член на International Bar Association – London (2001) и на International Institute of Human Rights (2005). Участва в International Council of Commercial Arbitration – Stockholm, Sweden. Специализирал в областта на международното търговско и банково право във Великобритания, САЩ и Швеция. Владее английски, френски, испански, руски и сърбохърватски. Женен е и има 2 деца.
Според публикации във вестник „24 часа“ Недялков е работил в ЦК на ДКМС Според бившия шеф на Комисията по разсекретяване досиетата на ДС Методи Андреев, Иво Недялков е бил офицер в „Държавна сигурност“. Обучаван в Школата на КГБ в Москва. Баща му Методи Недялков е известен научен работник в областта на черната металургия, изобретател и рационализатор, активен член на БКП. Майка му е била главен счетоводител на завод „Фохар“ в кв. Бояна.
До 1989 г. Недялков работи за Кинтекс по линия на т.нар. „скрит транзит“ от името на турчина Фарук Бикрич – контрабандист на цигари и оръжие, покровителстван от Държавна сигурност. От 1990 г. е генерален директор на българско държавно външнотърговско дружество. Като собственик на няколко денонощни заведения в центъра на София, Недялков се запознава с Васил Илиев и други от българската организирана престъпност. Помага юридически и ги съветва да имат и легална форма на всяка дейност.:16:54 – 17:38 През 1992 г. създава „Ист-уест интернешънъл“ – едно от първите акционерни дружества след 1989 г. Дружеството емитира публични акции и набира огромен за времето си капитал. Недялков притежава финансова къща, застрахователно дружество, строителна фирма, много заведения, софтуерна компания и издателство, учредява Българска сконтова банка. В края на 1994 г. акциите на дружеството падат и много дребни акционери изгубват вложените пари. Недялков е обвинен за присвояване на над 30 млн. щатски долара. По това време той живее в Западна Европа. От началото на 1994 г. живее в Швейцария, но е предупреден да напусне страната. Арестуван е от Интерпол в Ница, прекарва 10 месеца в ареста, след което е екстрадиран, за да бъде съден и прекарва над година в български арест.:21:53 – 22:18, 24:00 Оправдан е през 2005 г. По негова жалба Европейският съд по правата на човека в Страсбург осъжда България за неправомерен арест и прекалено дълго задържане.
Работи като юридически директор на водеща финансова институция в София. Бил е съдружник в адвокатската къща на Венцислав Дудоленски – бивш кмет на район „Студентски“ в София. Избиран е и за национален секретар на Новата консервативна партия.
След като се връща в България работи като консултант. Сред неговите клиенти са фирми и лица, между които и спрягани за контрабандисти на наркотици, оръжие и цигари. Двама бивши съдружници на Недялков са публично разстреляни на улицата – Димитър Дацов през 2000 г. (свързан с приватизацията на „Химко“ АД, Враца), и Константин Дишлиев (обявен от медиите за „финансиста на мафията“) през 2005 г. Според журналиста от в-к „24 часа“ Станимир Въгленов, друг клиент на Недялков – ливанецът Адел Саркиз, оцелява при 2 неуспешни атентата. Според оперативната информация на МВР, цитирана от БНР, Саркиз е сред контролиращите наркоканалите от и за Близкия изток
В началото на януари 2011 г. в предаването „Тази неделя“ на Лора Крумова по bTV Недялков описва зараждането на капитализма в България и първоначалното натрупване на капитала. Недялков разказва как над 150 души – избраниците на бившата комунистическа власт, получили кредити за милиони левове в първите години на прехода. През ноември 1989 година Андрей Луканов събира избраните на среща и им казва: „Другари, назначавам ви за милионери!“. Срещата се тълкува като раздаване на куфарчета с пари, но ситуацията не била точно такава, обясни Недялков: „Просто огласи решение, според което държавата ще даде възможност на фирми да се кредитират от банките.“ Казаното от Недялков впоследствие не е пряко потвърдено от други.

## Делото в Страсбург
По делото, заведено от Иво Методиев Недялков, основател на холдинга „Ист уест интернешънъл“, съдът постановява, че са нарушени чл. 5, ал. 3 и 4 (право на свобода и сигурност на личността) от Европейската конвенция за защита на правата на човека и основните свободи, както и чл. 6, ал. 1 – право на справедлив процес в разумен срок. Европейският съд изтъква, че по системата, съществувала в България до 2000 г., прокурорите и следователите са били лицата, оправомощени да налагат мярка за неотклонение „задържане под стража“. Тъй като те не са независими, това е в нарушение на чл. 5, ал. 3 от Европейската конвенция. Що се отнася до чл. 5, ал. 4, съдът е на мнение, че има нарушение, тъй като нито българското право, нито съдебната практика са съдържали индикации какви са последиците от отхвърлянето на молбата за освобождаване, внесена от жалбоподателя. Решението на съда в Страсбург по делото Недялков и още няколко подобни срещу България стават повод за законодателни промени в страната и предоставяне на функциите по налагане на мерките „задържане под стража“ и „домашен арест“ в правомощията изключително на съда. Въвежда се и процедура по периодично преразглеждане на мерките по молба на задържаното лице, както и преклузивни срокове за задържане във фазата на предварителното производство според тежестта на повдигнатото обвинение.